# Glasgow Museums Resource Centre

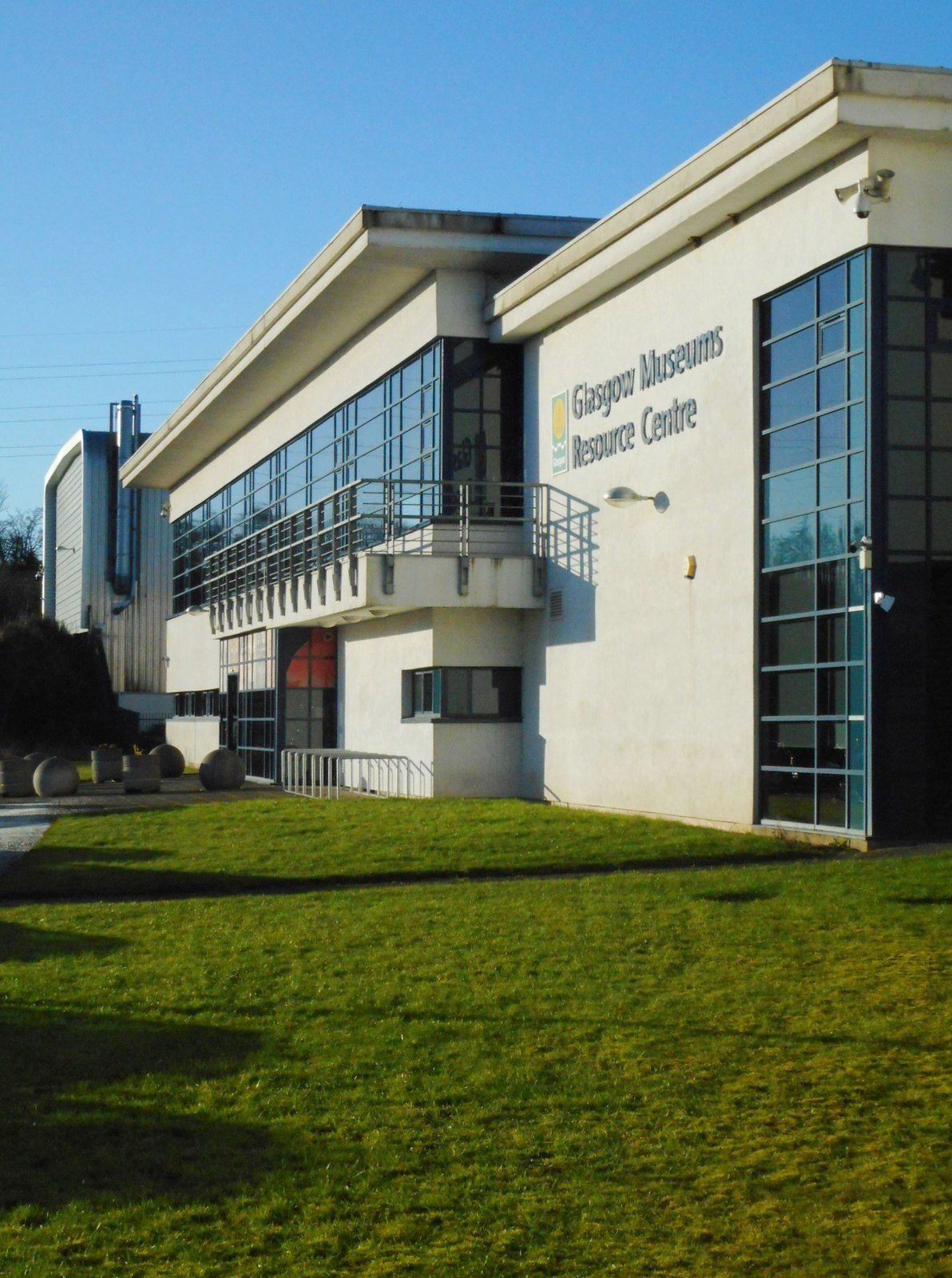
Glasgow Museums Resource Centre (2017)

Das Glasgow Museums Resource Centre (GMRC) ist ein großes magazinartiges Lager- und Besucherzentrum für die Bestände der Glasgower Museen.

## Geschichte
2005 erhielt das Glasgow Museums Resource Centre zusammen mit dem neuen Riverside Museum eine Förderung in Höhe von 21,64 Mio. £ vom Heritage Lottery Fund für den Bau bzw. die Erweiterung der Einrichtung am Standort Nitshill nahe der M77. Das Zentrum wurde daraufhin als öffentlich zugängliche Lagerstätte für rund 50.000 Exponate und 750.000 naturhistorische Objekte eingerichtet. Im Jahr 2024 bewilligte die schottische Regierung über den „Public Sector Heat Decarbonisation Fund“ knapp 1,5 Mio. £ für energieeffiziente Umbauten (Wärmepumpen, Solarpaneele, Fenster, Gebäudemanagement), um die CO₂-Emissionen langfristig zu senken.

## Architektur
Das GMRC umfasst eine moderne Industriehalle mit rund 15.000 m² Lagerfläche. In dieser sind 17 klimatisierte sogenannte „Pods“ untergebracht, in denen etwa 1,4 Millionen Objekte gespeichert werden können. Jeder Pod wird individuell bei etwa 18 °C und 50 % Luftfeuchtigkeit klimatisiert. Die Einrichtung verfügt über automatisierte Regalsysteme auf Schienen. Die 2024 begonnenen Umbauten mit Wärmepumpen, Solarpaneelen und effizienten Fenstern sollen jährlich etwa 156 Tonnen CO₂ einsparen. Das GMRC erhielt außerdem den „Visit‑Scotland‑Green‑Tourism‑Silver‑Award“.

## Sammlung

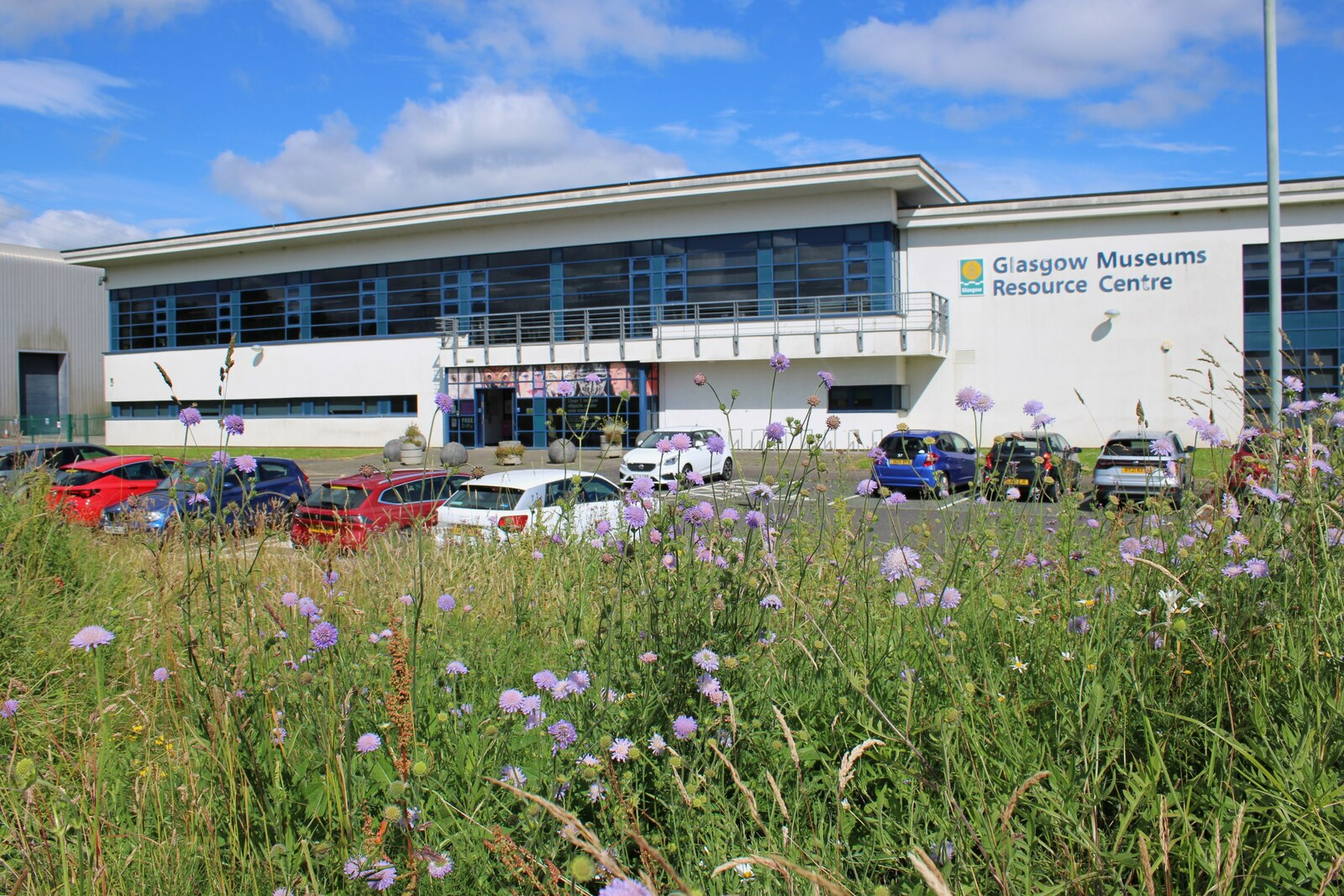
Glasgow Museums Resource Centre

Das GMRC beherbergt Sammlungen aus den Bereichen Kunst und Gemälde, Waffen und Rüstungen, Naturgeschichte, Technik, Weltkulturen sowie Transportmodelle. Es werden nach eigenen Angaben etwa 1,4 Millionen Objekte verwahrt, von denen nur ca. 2 % gleichzeitig in Ausstellungen zu sehen sind. Die naturhistorische Sammlung enthält rund 580.000 Objekte, darunter Tiere wie Walrosse, Adler und Zebras. Die Gemäldesammlung umfasst über 4000 Werke von Malern wie Botticelli, Raeburn oder Howson. Zudem befinden sich ca. 42.000 Bücher und 3000 Manuskripte im Archiv, u. a. aus der Sammlung von Robert Lyons Scott (14.–20. Jh.).